# Равни Дол (Содражица)
Равни Дол (словен. Ravni Dol) је насељено место у општини Содражица, регија Југоисточна Словенија, Словенија.

## Историја
До територијалне реорганизације у Словенији био је у саставу старе општине Рибница.

## Становништво
У попису становништва из 2011. године, Равни Дол је имао 20 становника.
| Број становника према пописима | Број становника према пописима | Број становника према пописима |
| ------------------------------ | ------------------------------ | ------------------------------ |
| 1991                           | 2002                           | 2011                           |
| 27                             | 15                             | 20                             |

Напомена: Године 1998. смањен за део насеља који је проглашен за ново самостално насеље Травна Гора.